# Тест Тьюкі адитивності
У статистиці, тест Тьюкі аддитивності, названий на честь Джона Тьюкі, є підходом, що використовується у двосторонній ANOVA (регресійний аналіз за участю двох якісних факторів), щоб оцінити, чи є змінні фактора адитивно пов'язаними з очікуваним значенням змінної відгуку. Він може застосовуватися, коли немає реплікації значень в наборі даних, ситуація, при якій неможливо безпосередньо оцінити повністю загальну неаддитивну структуру регресії і все ще мати інформацію для оцінки дисперсії помилки. Тестова статистика запропонована Тьюкі має одну ступінь свободи при нульовій гіпотезі, отже, його часто називають «тест Тьюкі з одним ступенем свободи».

## Введення
Найбільш поширеним урегулюванням для теста Тьюкі адитивності є двосторонній факторний аналіз дисперсії (ANOVA) з одним спостереженням на клітинку. Змінна результату Yij спостерігалася в таблиці з рядками проіндексованими i = 1,…, m , а стовпці проіндексовані j = 1,…, n . Рядки та стовпці зазвичай відповідають різним типам і рівням обробки, які застосовуються в комбінації.
Адитивна модель стверджує, що очікуваний результат може бути виражений так:
EYij = μ + αi + βj, де αi та βj невідомі константи. Невідомі параметри моделі, як правило, оцінюється як:
{\displaystyle {\hat {\mu }}={\bar {Y}}_{\cdot \cdot }}
{\displaystyle {\hat {\alpha }}_{i}={\bar {Y}}_{i\cdot }-{\bar {Y}}_{\cdot \cdot }}
{\displaystyle {\hat {\beta }}_{j}={\bar {Y}}_{\cdot j}-{\bar {Y}}_{\cdot \cdot }.}
де Yi• — середнє i-того рядка таблиці даних, Y•j — середнє j-того стовпчика таблиці даних, Y•• є спільним середнім всієї таблиці.
Адитивну модель може бути узагальнено, щоб врахувати довільні ефекти взаємодії, встановивши EYij = μ + αi + βj + γij. Однак після установки природної оцінки γij :
{\displaystyle {\hat {\gamma }}_{ij}=Y_{ij}-({\hat {\mu }}+{\hat {\alpha }}_{i}+{\hat {\beta }}_{j}),}
Так, щоб він відповідав наступній величині:
{\displaystyle {\hat {Y}}_{ij}={\hat {\mu }}+{\hat {\alpha }}_{i}+{\hat {\beta }}_{j}+{\hat {\gamma }}_{ij}\equiv Y_{ij}}
Таким чином не залишилося степенів свободи для оцінки дисперсії σ2 і ніякої перевірки гіпотез про γij не може виконуватись.
Тому Тьюкі пропонує обмеженішу модель взаємодії у вигляді:
{\displaystyle EY_{ij}=\mu +\alpha _{i}+\beta _{j}+\lambda \alpha _{i}\beta _{j}}
З перевіркою нульової гіпотези, що λ = 0 , ми можемо виявити деякі відхилення від адитивності на основі лише одного параметру λ .

## Метод
Для проведення тесту Тьюкі, встановіть:
{\displaystyle SS_{A}\equiv n\sum _{i}({\bar {Y}}_{i\cdot }-{\bar {Y}}_{\cdot \cdot })^{2}}
{\displaystyle SS_{B}\equiv m\sum _{j}({\bar {Y}}_{\cdot j}-{\bar {Y}}_{\cdot \cdot })^{2}}
{\displaystyle SS_{AB}\equiv {\frac {\sum _{ij}Y_{ij}({\bar {Y}}_{i\cdot }-{\bar {Y}}_{\cdot \cdot })({\bar {Y}}_{\cdot j}-{\bar {Y}}_{\cdot \cdot })}{\sum _{i}({\bar {Y}}_{i\cdot }-{\bar {Y}}_{\cdot \cdot })^{2}\sum _{j}({\bar {Y}}_{\cdot j}-{\bar {Y}}_{\cdot \cdot })^{2}}}}
{\displaystyle SS_{T}\equiv \sum _{ij}(Y_{ij}-{\bar {Y}}_{\cdot \cdot })^{2}}
{\displaystyle SS_{E}\equiv SS_{T}-SS_{A}-SS_{B}-SS_{AB}}
Потім використовуйте наступну статистику тестів:
{\displaystyle {\frac {SS_{AB}}{SS_{E}}}.} .
При нульовій гіпотезі, статистика тестів має розподіл F =1, q степенів свободи, де q = mn − (m + n) є ступенями свободи для оцінки дисперсії помилки.